# Южна Италия
Южна Италия (на италиански: Italia Meridionale, Sud Italia, Bassa Italia) е южната част на Материкова Италия.
Състои се от регионите Абруцо, Молизе, Кампания, Базиликата, Пулия и Калабрия, на територията на които, от своя страна, са разположени 25 административни провинции.

## География
На северозапад Южна Италия граничи с региона Лацио, на югоизток с региона Марке и на юг с Йонийско море. Западният бряг се мие от водите на Тиренско море, а източният от тези на Адриатическо море. В средата ѝ са разположени Апенините.

## Население
Населението на Южна Италия е около 14 милиона души. Регионът с най-многобройно население е Кампания – 5 800 000 души. Това е и най-гъсто населеният регион в Италия. Емиграцията на чужденци на територията на Южна Италия, макар и осезаема, е по-ниска в сравнение с тази в северната и централната части от страната, но е и по-висока в сравнение с емиграцията в Островна Италия.

## Отрасли
В Южна Италия особено развити са земеделието, индустрията, хранително-вкусовата промишленост и туризмът.
На територията на региона Абруцо е разположен заводът Де Чеко – производител на кулинарна паста. На територията на Кампания, до град Ачера, са разположени заводът на FIAT и най-големият инсинератор за изгаряне на отпадъци на континента, а в близост до град Нола е разположен търговския център Вулкано Буоно.
В Южна Италия се намират и някои от известните и предпочитани от туристите летни морски дестинации. В Кампания това са Соренто, Амалфи, Позитано и островите Капри и Иския. В Калабрия са Тропея и Соверато, а в Пулия е разположен един от най-посещаваните райони по адриатическото крайбрежие – Саленто (известен като „токът на ботуша“), където се намира историческият град Отранто.

## Култура и традиции
Неапол е градът с най-дългогодишната история и най-запазените културни, музикални и езикови традиции на територията на Италианската република. От кулинарна гледна точка в него са родени както световноизвестната пица, така и типът паста наречен спагети. Неаполитанският език е определен като отделен език от италианския от ЮНЕСКО. Историческият център на града също е включен в списъка на Организацията на обединените нации за образование, наука и култура, като световно културно-историческо наследство. Сред най-известните забележителности в Неапол фигурират националната галерия Каподимонте, националния археологически музеи, музеят Сан Мартино, театърът Сан Карло, кварталите Позилипо и Вомеро, Вила Флоридиана, замъците Маскио Анджоино, Капуано и кралският дворец, разположен на известната Пиаца дел Плебишито. Световноизвестна забележителност е и вулканът Везувий, заедно със заобикалящия го национален парк, разположен южно от града. Друг особено важен град от културно и архитектурно естество в региона Кампания е Казерта, известен най-вече с кралския дворец и неговите градини, които туристите сравняват с тези във френския Версай. Окото на туриста привличат също музеят на коприната, епархийският музей и музеят за съвременно изкуство. На 10 км североизточно от Казерта се намира и старият град, Казертавекия, където средновековните сгради и улички са непокътнати от времето.
Калабрия е известна с многото останки от времената на Велика Гърция, Римската и Византийската империи, като Капо колоната в град Кротоне или Гръцката стена в Реджо ди Калабрия. Сред градовете с особено богато културно наследство в този регион е и Козенца, където се намират множество архитектурни сгради, като Палацо Рицо и Палацо Джулияни, престижният театър Морели, Вила Рендано, замъкът Звево и катедралата Санта Мария Асунта, която е включена в списъка на ЮНЕСКО като символ за култура и мир. В град Джоя Тауро се намира най-големият товарен пристанищен терминал в Средиземно море. Калабрийският диалект е силно повлиян от два други езика – гръцки и латинси.
Пулия често бива определяна като „белият регион“ на Италия, заради искрящо белия цвят на морския пясък, скалите и много от сградите. Областният център Бари е вторият по културно наследство и брой на населението град в Южна Италия, след Неапол. В националната библиотека Сагарига Висконти – Волпи в Бари са съхранени над 500 хиляди книжни екземпляра с историческа стойност. Освен с нея, градът разполага с още пет библиотеки. От 15-те основни градски музея, най-посещаваните са археологическият музей, основан през 1875 г., и градската картинна галерия, в която са изложени творби датиращи от XV век до наши дни. В най-източната точка на Пулия, както и на Италия, се намира историческото градче Отранто, което е в листата на ЮНЕСКО за културно наследство и символ на мира и освен това е включено в официалната листа на най-красивите селища на територията на Италианската република. Отранто се отличава най-вече със своя замък, послужил за заглавие и вдъхновение на първия готически роман в историята – „Замъкът на Отранто“ на английския писател Хорас Уолпоул, както и със забележителния си морски бряг.
Базиликата, наричана още Лукания (официалното име на региона от 1932 г. до 1946 г.), е известна преди всичко с „Каменната Матера“ – в списъка на ЮНЕСКО за световно културно-историческо наследство. Това всъщност е историческият център на град Матера, състоящ се изцяло от каменни постройки, пресъздавайки реално по този начин представата на туриста за живота по време на праисторията. Отново от историческа и архитектурна гледна точка от особено значение са градчето Ачеренца, включено в списъка с най-красивите селища на Италия, където са съхранени старите традиции, като например занаятчийството, а архитектурният вид на градчето е запазен непроменен от античността, и богатият със средновековна архитектура град Мелфи. Административният център на региона, Потенца, също е предпочитана дестинация за културен туризъм, заради двата си археологически музея, картинната галерия, епархийският музей, трите библиотеки и множеството църкви разположени нагъсто в центъра на града. Най-предпочитаната морска дестинация в Базиликата е Маратея, намираща се на брега на Тиренско море.

## Престъпност
Южна Италия е родината на три престъпни организации – Камора, Ндрангета и Сакра Корона Унита. Първите две са от международно значение, третата оперира главно на местно ниво в Пулия. От много години насам начинът на живот, администрацията и отраслите на територията на регионите Кампания и Калабрия са силно повлияни от значителното присъствие съответно на Камората и Ндрангетата. През 1991 г., след ожесточена битка между членове на ндрангетистки банди в калабрийския град Тауриянова, по време на която са извършени 32 убийства, правителството взима решение да въведе закон за разпускане на градския съвет в населените места, където престъпните организации са намесени в административното управление. Ндрангетата управлява главно международния трафик на наркотици и оръжия, като има намеса и във финансовия сектор в Северна Италия и други държави в Европа и извън нея.
Камората е смятана за най-опасната престъпна организация в Европа и една от най-опасните в света. По приходи тя надминава Ндрангетата и понастоящем печели двойно повече от сицилианската Коза Ностра. В Неапол и неговата провинция камористките кланове нямат йерархия, т.е. всеки клан оперира за себе си и е в конкуренция с останалите. Това е и една от причините убийствата на Камората да са много повече от тези на останалите престъпни организации. Неаполитанските квартали Скампия и Секондилияно образуват едно от най-големите огнища за трафик на наркотици и трафик на проститутки в света.
В град Казал ди Принчипе, провинция Казерта, през 70-те години на ХХ век се сформира камористкият клан Казалези. Днес това е най-могъщата престъпна конфедерация от всички в Италия и именно по нея се съди за международния статут на Камората. В клана Казалези има йерархия и това допринася много за успеха му във всички сфери. През годините кланът е бил и в сътрудничество с Коза Ностра. Организацията контролира изцяло провинция Казерта, част от региона Лацио, като взима участие и в много нелегални сделки в Северна Италия. Италианският автор Роберто Савиано твърди, че кланът има бизнес отношения с десетки европейски държави и със Северна Америка. Основните дейности на клана Казалези са трафик на наркотици, трафик на токсични отпадъци, рекет, нелегално строителство, нелегална търговия, участие в политическото и икономическо регионално и държавно управление, и в застраховането.